# Аминев, Амир Мухаметович
Амир Мухаметович Аминев (род. 1 января 1953, Сабаево, Гафурийский район, Башкортостан) — советский и российский прозаик, писатель, публицист. Член Союза писателей России. Лауреат Большой литературной премии России (2012), заслуженный работник культуры Республики Башкортостан; народный писатель Республики Башкортостан (2022)

## Биография
Родился 1 января 1953 году в селе Сабаево Гафурийского района Башкортостана. В родной деревне прошёл обучение в начальной школе, в соседнем селе Юлуково окончил восьмилетку, а завершил получения среднего образования в Республиканской школе-интернате №1. Был призван в ряды Советской Армии. После демобилизации, успешно окончил Литературный институт им. А.М.Горького в Москве. 
Длительное время трудился в редакции журнала «Агидель». Начинал путь обычным литературным сотрудником, а позже дорос до заместителя главного редактора. С 1998 по 2002 годы работал в должности главного редактора молодежного журнала республики Башкортостан «Шонкар». С 2002 по 2016 годы трудился в должности главного редактора журнала «Агидель». С 1989 года член республиканского отделения Союза писателей России.
В 1981 году был опубликован его первый сборник рассказов «Ҡайын япрағы» («Лист берёзы»). В 1989 году в сборнике прозы «Йәшлек моңдары» («Мелодии молодости») писатель отразил тему нравственности и любви. В 1995 году читатель увидел его повесть «Мең дә бер ғазап» («Тысяча и одно мучение») где автор попытался создать образ учителя-башкира, невольно попавшего в застенки фашистских концлагерей. Аминев является автором целого ряда критических статей о современной прозе. На родной башкирский язык им переведены произведения А.П.Платонова, А.Генатулина, К.Ф.Зиганшина, В. Распутина, П. Мериме и других авторов.
В Башкортостане Амир Аминев узнаваем, он удостоен звания "Заслуженный работник культуры Республики Башкортостан". Активно занимается общественной деятельностью, пропагандирует развитие башкирского языка. 
В 2012 году был удостоен Большой литературной премией России за книгу прозы «Китай-город» - это первая книга писателя на русском языке.
Проживает в Уфе в Башкортостане. 

## Награды и премии
- Заслуженный работник культуры Республики Бакшортостан,
- Почетная грамота Республики Башкортостан,
- лауреат Большой литературной премии России, за книгу «Китай-город».